# Fernando Von Arb
Fernando Von Arb, né le 17 janvier 1953 à Fulenbach, est un musicien, compositeur et producteur suisse.

## Biographie

### Des débuts jusqu'en 1990
Né à Fulenbach, dans le canton de Soleure, le 17 janvier 1953 et fils de Pia et Ferdinand Von Arb, Fernando Von Arb est connu pour être le guitariste soliste du groupe de hard rock suisse, Krokus.
Très jeune, Fernando Von Arb est intéressé par la musique et la guitare en particulier. Il fait partie du groupe Montezuma (avec Jürg Naegeli et Freddy Steady) lorsque celui-ci fusionne avec Krokus en 1977 pour l'enregistrement de To You All. Fernando joue de la guitare rythmique sur cet album et sur les trois albums suivants, il ne prend la place de soliste qu'à partir de l'album One Vice at a Time.
Krokus connaît le succès international à partir de 1980 avec l'album Metal Rendez-vous. Ce succès s'amplifie encore plus avec les trois albums suivants. À partir de 1985, le groupe rencontre d'incessants changements de musiciens et en 1988 après la tournée de promotion de l'album Heart Attack, Fernando Von Arb quitte à son tour le groupe en compagnie de Marc Storace.
À la suite de son départ de Krokus, Fernando Von Arb (sous les pseudonymes de Ben Branov), en compagnie de Jürg Naegeli (Walter Hammer), crée le groupe The Heavy's. En 1989, ils sortent un album et un EP de rock medleys intitulés Metal Marathon auxquels participent aussi Chris Von Rohr (Rob Weiss) et Peter Tanner (Mark B-Lay) (futur chanteur de Krokus). Deux autres albums sont enregistrés sous le nom de The Heavy's, More Metal Marathon en 1992 et Mega Metal Marathon en 2008.

### Les années 1990
En 1990, Fernando Von Arb reforme Krokus avec de nouveaux musiciens dont Peter Tanner. Un nouvel album est enregistré, il s'intitule Stampede et Fernando Von Arb y joue de la basse. Cette version du groupe est dissoute assez rapidement et Fernando avoue plus tard, dans une interview donnée après le Sweden Rock Festival 2003, que cet album n'aurait pas du sortir sous le nom de Krokus. En plus on lui diagnostique un lymphome ce qui l'oblige à tout arrêter pour se soigner.
Début 1994, à nouveau en bonne santé, Fernando règle ses différents avec Marc Storace et réunit les membres originaux (à l'exception de Chris Von Rohr) du début des années 1980 et le groupe part en tournée à travers la Suisse. Le Living Legend Tour débute au printemps 1994 par un concert dans un club de Soleure, la ville où le groupe fut fondé et où sont enregistrés deux titres qui sont inclus dans l'EP You Ain't Seen Nothing Yet. Cet EP ne sort qu'en Suisse et est le prélude à un nouvel album, To Rock or Not to Be, qui est enregistré en automne 1994 et sort début 1995. Avec cet album, le groupe renoue avec le succès (disque d'or en Suisse) mais le groupe n'en profite pas et se sépare à nouveau.
En 1999, Fernando sort l'album Round 13, avec Krokus alors qu'il en est le seul membre original du groupe à travailler dessus. Cet album ne convient ni à Fernando Von Arb qui juge les compositions trop faibles et le mixage très mauvais (pourtant réalisé par Tony Platt), ni aux fans qui ne le considère pas comme un album de Krokus.

### Les années 2000
L'avenir du groupe est mis en suspens jusqu'au coup de téléphone de Marc Storace à la fin de 2001 qui propose à Fernando Von Arb de reformer le groupe. Le groupe se met au travail et en janvier 2003 sort Rock The Block qui sera propulsé directement à la première place des charts suisses. Krokus effectue alors une tournée européenne et participe au Sweden Rock Festival. Tous les concerts donnés en Suisse sont enregistrés en vue d'un album live, celui-ci intitulé Fire and Gasoline: Live, qui sort en 2004. Fernando Von Arb annonce en 2005 qu'il doit quitter le groupe en raison d'une douloureuse tendinite au poignet.
Le 18 novembre 2007, Fernando Von Arb, Chris Von Rohr, Marc Storace et Freddy Steady sont réunis pour la première fois depuis 1982 sur le plateau de la chaine SF1 pour participer à une émission sur les plus grands succès suisses. Ils jouent (en playback) un medley de trois titres issus de l'album Metal Rendez-vous et reçoivent un disque de diamant pour avoir vendu plus d'un million d'albums en Suisse. La prestation du groupe est accueillie par une ovation debout de la part du public.
Le 2 août 2008, la formation de 1982 est au complet (Mark Kohler les a rejoints) pour donner un concert au stade de Suisse à Berne. L'entente entre les membres du groupe est très bonne et ils décident de ne pas en rester là, un album, Hoodoo est enregistré et sort en 2010.

### Les années 2010
Passionné de rock, Fernando Von Arb, joue de temps en temps avec son groupe, le Fernando Von Arb Band dans des clubs ou des festivals. Il reprend essentiellement des classiques du rock et du blues
En mars 2013, Krokus sort son 17e album, Dirty Dynamite.

## Discographie de Fernando Von Arb
- Fernando Von Arb, hormis le premier album de 1977 et Hellraiser a participé à tous les albums de Krokus. Il a vendu avec Krokus plus de treize millions d'albums à travers le monde[9].

| Krokus (hors compilations) - To You All - 1977 - Painkiller - 1978 - Metal Rendez-vous - 1980 - Hardware - 1981 - One Vice at a Time - 1982 - Headhunter - 1983 - The Blitz - 1984 - Change of Address - 1986 - Alive and Screaming (album live) - 1986 - Heart Attack - 1988 - Stampede - 1990 - To Rock or Not to Be - 1995 - Round 13 - 1999 - Rock The Block - 2003 - Fire and Gasoline: Live - 2004 - Hellraiser - 2006 - Hoodoo - 2010 - Dirty Dynamite - 2013 | The Heavy's - Metal Marathon - 1989 - Metal Marathon (EP) - 1989 - More Metal Marathon - 1992 - Mega Metal Marathon - 2008 |